# Élections européennes de 1995 en Suède
Les élections européennes se sont déroulées, pour la première fois, le 17 septembre 1995 en Suède pour désigner les 22 députés européens au Parlement européen, à la suite de l'entrée du pays dans l'UE.

## Contexte
Entre son accession à l'Union européenne et la tenue de ces élections, la Suède fut représentée au Parlement européen par 22 députés européens désignés par le Riksdag proportionnellement à sa propre composition. Aussi cette délégation se composait comme suit :
- Parti social-démocrate suédois des travailleurs (S) : 11
- Modérés (M): 5
- Parti du centre (C) : 3
- Parti du peuple - Les Libéraux (FP) : 1
- Parti de la gauche (V) : 1
- Parti de l'environnement Les Verts (MP) : 1
- Chrétiens-démocrates (KD) : 1

## Mode scrutin
Les députés européens suédois furent élus au scrutin proportionnel plurinominal, conformément à une version modifiée de la méthode de Sainte-Laguë, à l'échelle nationale. Les différentes listes durent obtenir au moins 4 % des suffrages exprimés pour prendre part à la répartition des sièges.

## Résultats

### Répârtition

Parti arrivé en tête dans chaque commune.

| Parti      | Parti                               | Votes     | Votes | Sièges | Groupe  |
| Parti      | Parti                               | Nombre    | %     | Sièges | Groupe  |
| ---------- | ----------------------------------- | --------- | ----- | ------ | ------- |
|            | Parti social-démocrate              | 752 817   | 28.06 | 7      | PSE     |
|            | Modérés                             | 621 568   | 23.17 | 5      | PPE-DE  |
|            | Les Verts                           | 462 092   | 17.22 | 4      | Verts   |
|            | Parti de gauche                     | 346 764   | 12.92 | 3      | GUE/NGL |
|            | Parti du centre (C)                 | 192 077   | 7.16  | 2      | ELDR    |
|            | Parti du peuple - Les Libéraux (FP) | 129 379   | 4.82  | 1      | ELDR    |
|            | Chrétiens-démocrates (KD)           | 129 376   | 3.92  | 0      |         |
|            | Liste Sarajevo (SL)                 | 26 875    | 1.00  | 0      |         |
|            | Libre critique de l'UE              | 18 398    | 0,69  | 0      |         |
|            | Liste de la Justice                 | 14 904    | 0,56  | 0      |         |
|            | Nouvelle Démocratie                 | 2 841     | 0,11  | 0      |         |
|            | Autres                              | 10 266    | 0,38  | 0      |         |
| Total      | Total                               | 2 683 151 | 100   | 22     |         |
| Votes nuls | Votes nuls                          | 44 166    |       |        |         |
| Total      | Total                               | 2 727 317 |       |        |         |

### Analyse
Les sociaux- démocrates ont réalisé un faible score, ne réunissant que 28 % des voix, même si le parti est resté le premier des partis suédois. Les Verts et la gauche sont les deux partis ayant le plus bénéficié de l'issue de ces élections. Les deux partis ont accru leur score par rapport à la délégation de députés européens désigné par le Parlement, pour la période allant du 1er janvier au lendemain des élections. Les Verts ont progressé de trois sièges et la Gauche de deux. Les Chrétiens-démocrates n'ont pas réussi à franchir le seuil nécessaire pour entrer au parlement européen. Pour les autres partis, ces élections n'ont pas modifié le nombre de sièges octroyés par le parlement.
Le taux de participation a atteint un record de par sa faiblesse, avec seulement 41,63 %.